# Jogos Olímpicos de Inverno de 2006
Os Jogos Olímpicos de Inverno de 2006, oficialmente denominados XX Jogos Olímpicos de Inverno, foram um evento multiesportivo realizado na cidade de Turim, na Itália, entre 10 e 26 de fevereiro de 2006. Essa foi a terceira vez que a Itália recebeu uma edição dos Jogos Olímpicos. Antes destes, o país havia sediado os Jogos Olímpicos de Inverno de 1956 em Cortina d'Ampezzo, e os Jogos Olímpicos de Verão de 1960, em Roma. Turim foi escolhida como cidade-sede em 1999.
Nessa edição houve um número recorde de 80 países participantes, totalizando 2 574 atletas, que competiram em sete esportes. Com uma população de 900 mil habitantes, Turim foi a maior cidade a hospedar uma edição de Jogos Olímpicos de Inverno até então, sendo superada por Vancouver, no Canadá, sede da edição de 2010.

## Processo de eleição
|        | \| Cidade \| CON \| 1ª rodada \| \| ------ \| ------ \| --------- \| \| Turim \| Itália \| 53 \| \| Sion \| Suíça \| 36 \| |           |
| Cidade | CON | 1ª rodada |
| Turim  | Itália | 53        |
| Sion   | Suíça | 36        |

Turim foi eleita cidade-sede em 19 de junho de 1999, durante a 109ª reunião do Comité Olímpico Internacional, em Seul, na Coreia do Sul, impondo-se diante de Sion.
Essa escolha foi a primeira após a mudança do processo de eleição, ocorrida em virtude de escândalos nas eleições de Nagano 1998 e Salt Lake City 2002. Na Sessão, as seis cidades candidatas - Turim, Sion na Suíça, Helsinque, na Finlândia, Klagenfurt, na Áustria, Poprad-Tatry, na Eslováquia e Zakopane, na Polônia - fizeram sua última apresentação perante os membros do COI. Em seguida, um grupo denominado Colégio de Seleção escolheu as duas finalistas,que eventualmente iriam para a votação final. As escolhidas foram Turim e Sion. Na eleição final, a cidade italiana venceu com uma vantagem de dezessete votos.
A eleição de Turim foi uma surpresa, já que Sion era considerada a favorita. Uma boa parte da derrota da cidade suíça foi creditada a Marc Hodler, membro suíço do COI que denunciou o esquema de corrupção da eleição para os Jogos de 2002.

## Locais de competição
Os eventos de gelo foram realizados em Turim, mas os eventos de neve (esqui, snowboard, além dos esportes de pista de gelo) foram realizadas em resorts espalhados pela região noroeste do Piemonte.

### Turim

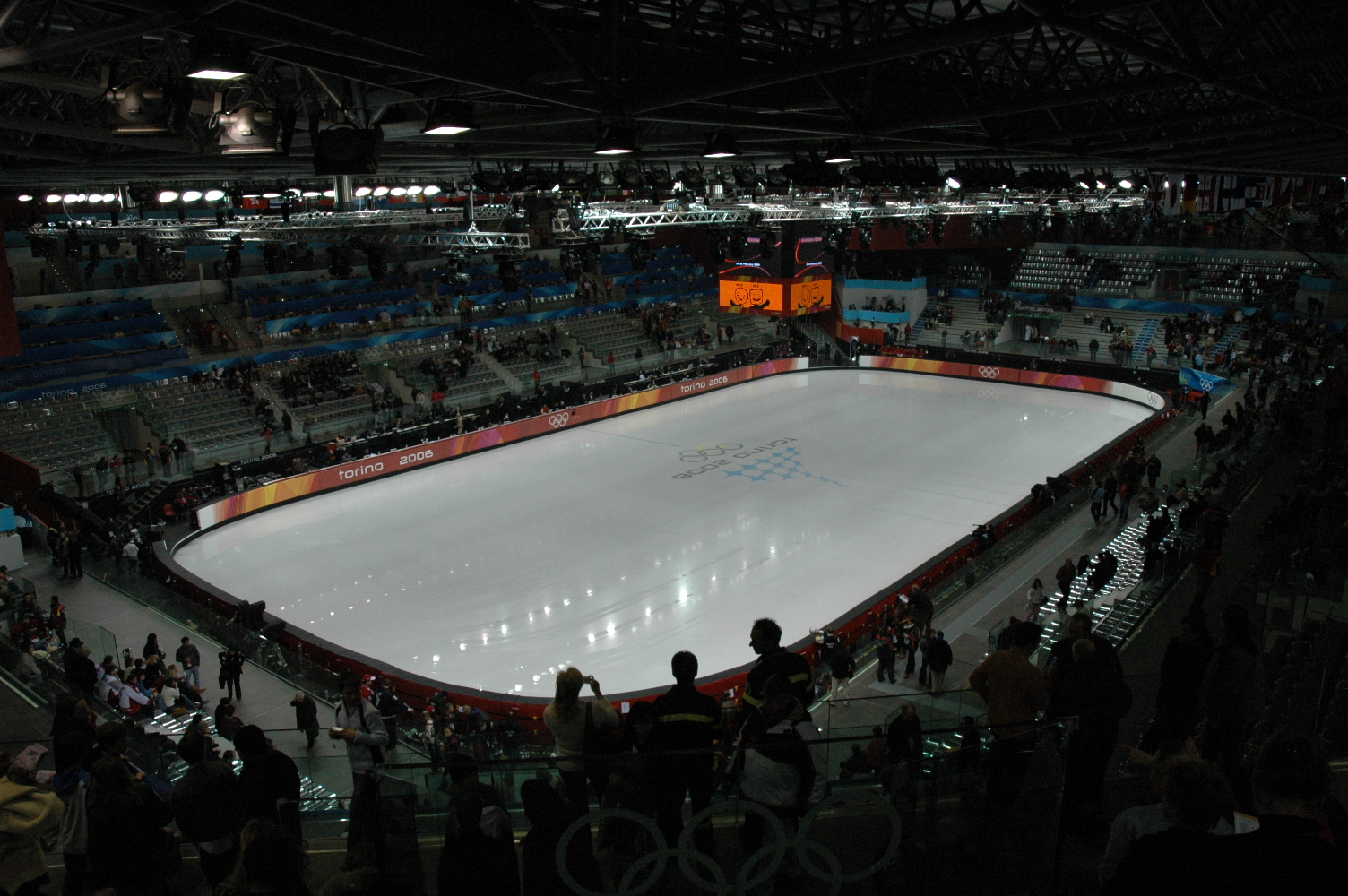
Torino Palavela

Muitos locais estavam localizados no Distrito Olímpico no centro de Turim, incluindo:
- Oval Lingotto - Patinação de velocidade
- Torino Esposizioni - Hóquei no gelo
- Torino Palasport Olimpico - Hóquei no gelo
- Estádio Olímpico de Turim - Cerimônias de abertura e encerramento
- Torino Palavela - Patinação artistíca e patinação de velocidade em pista curta
- Vila Olímpica Principal

### Outros locais

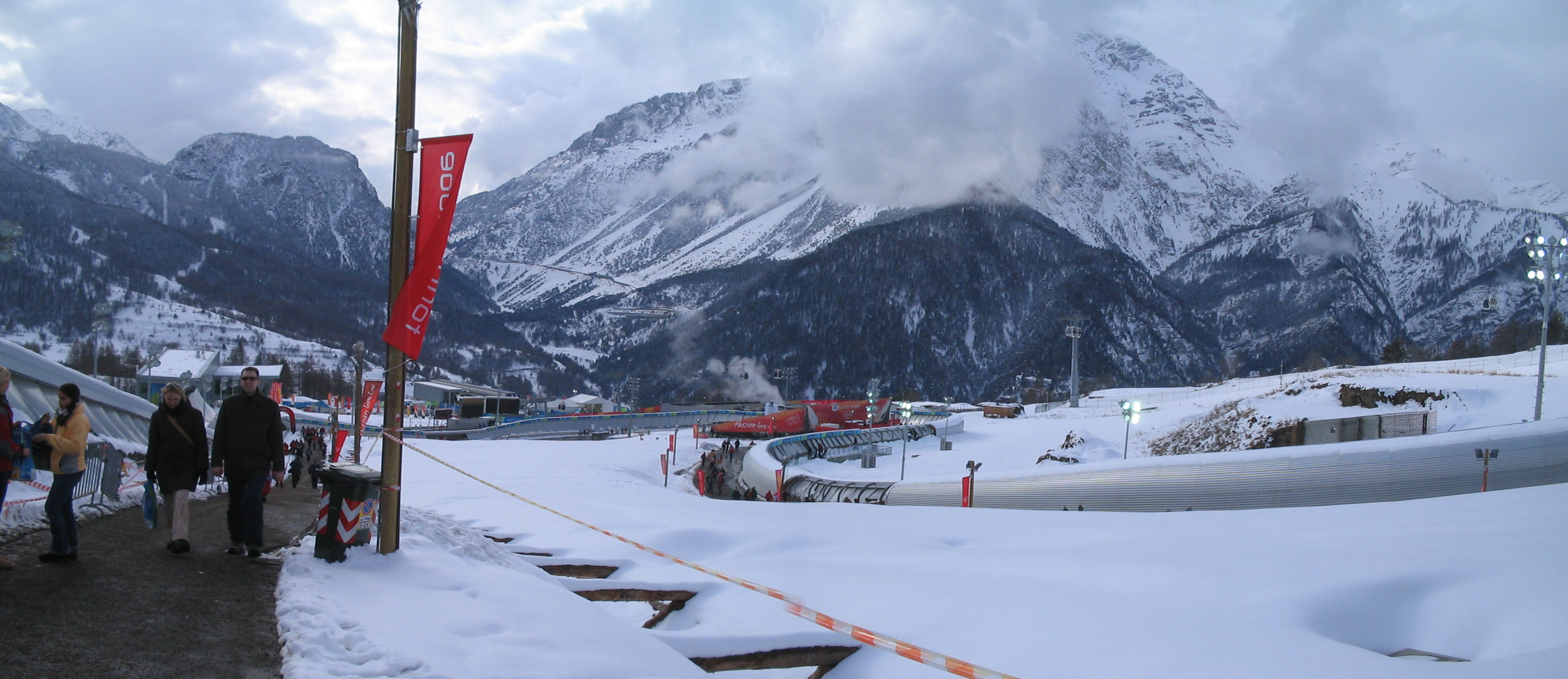
A pista de Cesana Pariol

- Bardonecchia, resort localizado no Alto Vale de Susa, foi a sede das competições de snowboarding. Uma das duas Vilas Olímpicas secundárias foi construída em Bardonecchia.
- Cesana Pariol foi o local de competição do luge, bobsleigh, e skeleton.
- Cesana San Sicario foi o local de competição das provas de biatlo e esqui alpino.
- Pinerolo, uma cidade de 35,000 pessoas, localizada 50 km de Turim, foi a sede das provas de curling.
- Pragelato foi o local das competições de esqui cross-country, ski jumping, e Combinado nórdico.
- Sauze d'Oulx, é o local mais ocidental da Itália, localizado 80 km de Turim e estando a alguns metros da fronteira com a França. Foi a sede das provas de esqui estilo livre.
- Sestriere, localizada 100 km de Turim, foi a sede das provas de esqui alpino. A outra Vila Olímpica secundária esteve localizada em Sestriere.

## Tocha Olímpica

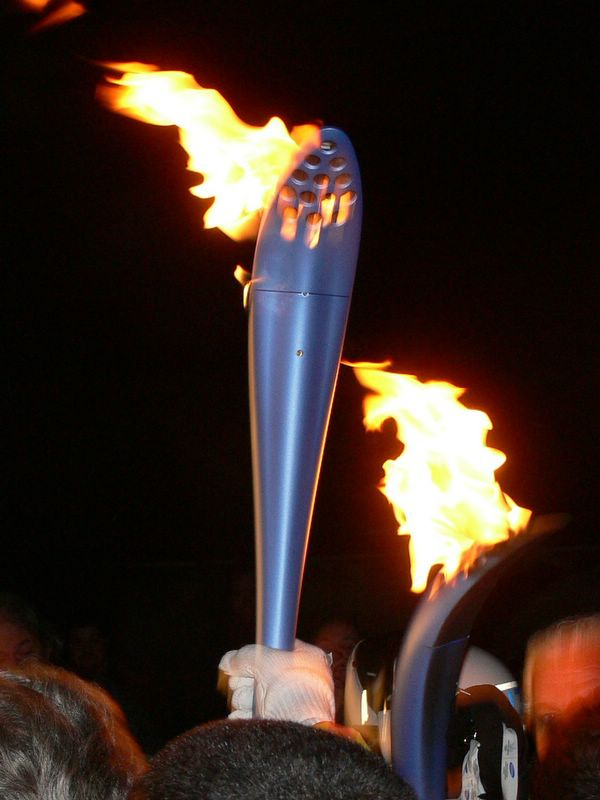
A tocha olímpica

Em novembro de 2005, a tocha olímpica foi acesa em Olímpia, Grécia. Em 8 de dezembro de 2005 o revezamento da tocha chegou a Itália. O Papa Bento XVI abençoou a chama olímpica em uma missa na Praça de São Pedro.
Além da Grécia e da própria Itália, o revezamento visitou sete países: Malta, San Marino, Eslovênia, Áustria, Suíça, França e o Vaticano. Na fronteira franco-italiana, um manifestante tentou apagar a tocha com uma faixa de protesto. A tocha chegou a Turim no dia anterior da abertura dos Jogos.
Durante a etapa final do revezamento na cidade de Turim e nas suas cercanias, a tocha foi carregada por vários ex-atletas e celebridades, incluindo Fabio Capello, o ex-treinador de futebol do Juventus, e o ex-saltador e campeão olímpico Sergey Bubka. A tocha percorreu 11,300 km, sendo carregada por 10.001 portadores.
A pira foi acesa durante a cerimônia de abertura pela esquiadora de cross-country local Stefania Belmondo. Ela tem em seu currículo dez medalhas (duas de ouro, quatro de prata e quatro de bronze) no período de 1992 a 2002.

## Organização

### Preparativos
Os Jogos de Turim demandaram mais de sessenta obras de infraestrutura, com custo estimado em 1,7 bilhão de euros. A maioria das instalações esportivas já estava pronta um ano antes dos Jogos, como as do salto de esqui e do bobsleigh, que receberam as Copas do Mundo das modalidades em 2005. O Estádio Olímpico, construído para a Copa do Mundo de 1934, passou por uma reforma completa para receber as cerimônias de abertura e encerramento dos Jogos.

### Marketing

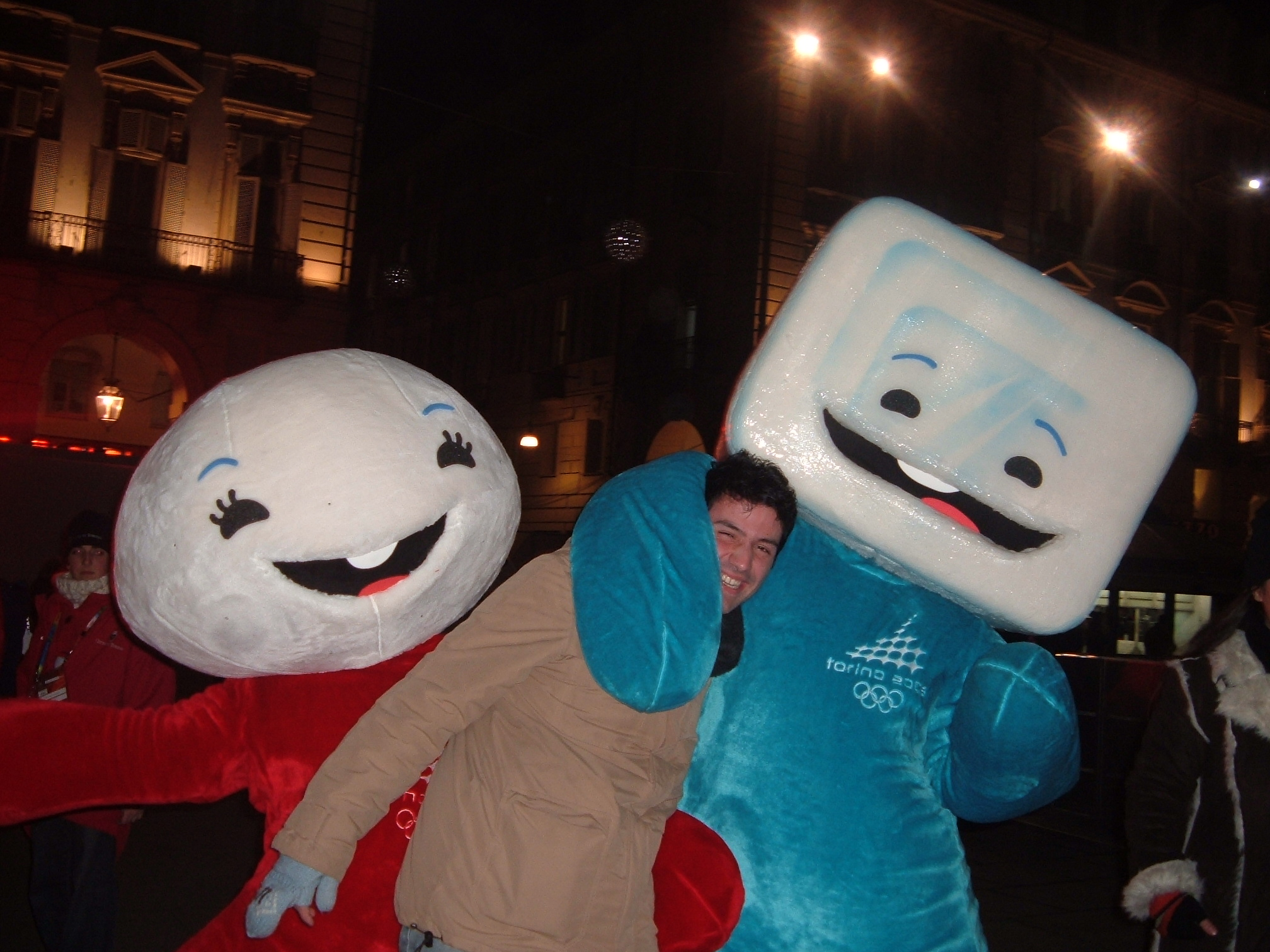
Os mascotes Neve e Gliz

O logotipo dos Jogos corresponde em versão estilizada da Mole Antonelliana, o símbolo da cidade, composto de cristais de gelo nas cores azul e branca significando a neve e o céu. Os cristais também demonstram a rede de novas tecnologias da época e o espírito olímpico de comunidade, e a frase "Torino 2006", o nome da cidade em italiano; a cidade é conhecida como "Turim" em português e "Turin" em piemontês, dialeto local. As mascotes dos Jogos foram Neve, uma bola de neve, e Gliz, um cubo de gelo.

### Cobertura da imprensa
Nesta edição dos Jogos, trabalharam cerca de 2700 membros de agências de notícias e fotógrafos e mais de 6500 jornalistas de rádio e televisão. Juntos, levaram ao ar mais de 1000 horas de transmissão ao vivo através de 94 emissoras oficiais, que trasmitiram os Jogos para 130 países utilizando 50 idiomas. Durante os Jogos foram usadas 400 câmeras de televisão e 780 km de cabos, controlados em 30 salas de operação móveis.
Na internet, foram registradas mais de 667 milhões de visitas ao site oficial em quinze dias (11,8% mais que em Atenas 2004), sendo 72 milhões apenas no dia 12 de fevereiro.

## Nações participantes

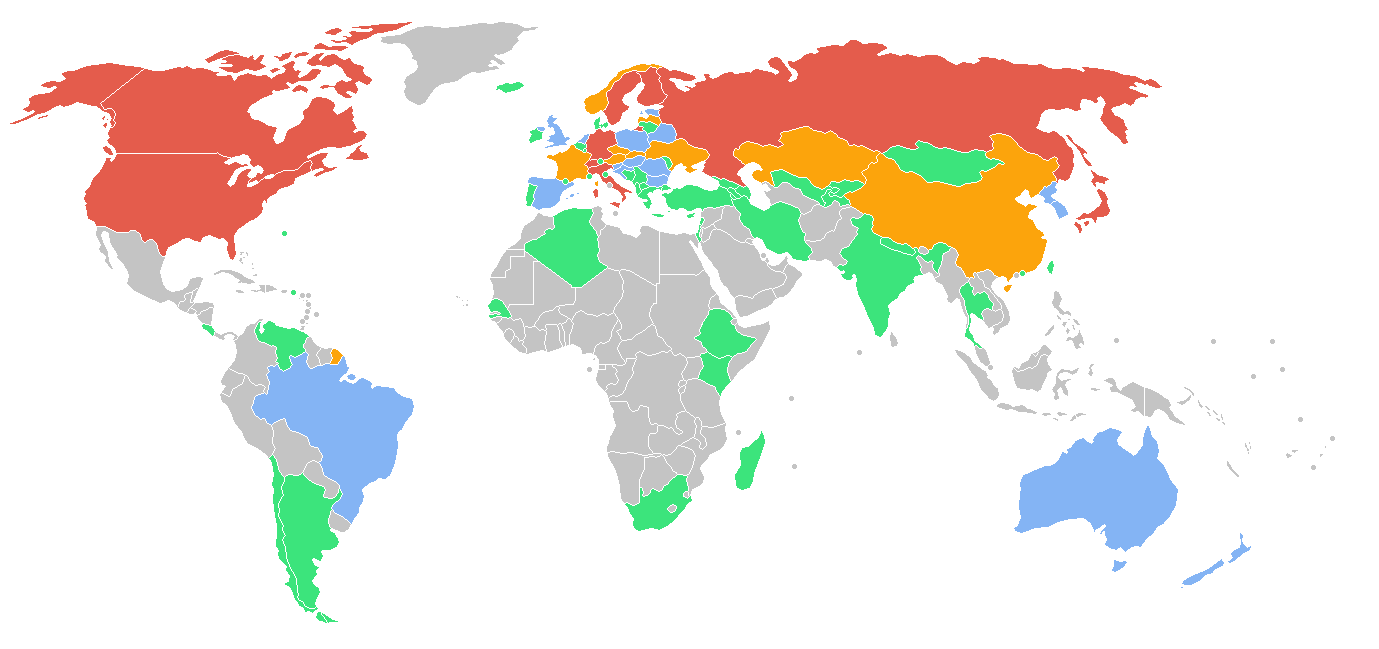
Mapa dos países participantes. Em verde as delegações com menos de 10 atletas; em azul entre 10 e 49; em laranja entre 50 e 99 e em vermelho as nações com 100 ou mais atletas

No total 80 Comitês Olímpicos Nacionais mandaram representantes para esta edição dos Jogos, três a mais que as 77 delegações participantes dos Jogos de 2002. Albânia, Etiópia e Madagascar mandaram pela primeira vez uma delegação para os Jogos de Inverno. Também foi a primeira aparição de Sérvia e Montenegro e também a última já que a população de Montenegro votou pela sua independência da Sérvia em maio de 2006. Outras quinze delegações enviaram apenas um atleta. Camarões, Fiji, Guam, Honduras, Jamaica, México, Porto Rico, Sri Lanka, Suazilândia e Trinidad e Tobago que já tinham participado de Jogos Olímpicos de Inverno anteriores não enviaram atletas aos Jogos de Turim.
As Ilhas Virgens Americanas acabaram não tendo nenhum atleta nos Jogos, já que a atleta de luge Anne Abernathy acabou se contundido nos treinos para as competições.
| Lista de países participantes |
| --- |
| Na lista abaixo, o número entre parênteses indica o número de atletas por cada nação nos Jogos: - RSA África do Sul (3) - ALB Albânia (1) - GER Alemanha (164) - AND Andorra (3) - ALG Argélia (2) - ARG Argentina (9) - ARM Armênia (5) - AUS Austrália (40) - AUT Áustria (85) - AZE Azerbaijão (2) - BEL Bélgica (4) - BER Bermudas (1) - BLR Bielorrússia (28) - BIH Bósnia e Herzegovina (6) - BRA Brasil (10) - BUL Bulgária (21) - CAN Canadá (196) - KAZ Cazaquistão (56) - CHI Chile (9) - CHN China (76) - CYP Chipre (1) - PRK Coreia do Norte (6) - KOR Coreia do Sul (40) - CRC Costa Rica (1) - CRO Croácia (23) - DEN Dinamarca (5) - SVK Eslováquia (62) - SLO Eslovênia (36) - ESP Espanha (16) - USA Estados Unidos (204) - EST Estônia (26) - ETH Etiópia (1) - FIN Finlândia (102) - FRA França (89) - GEO Geórgia (3) - GBR Grã-Bretanha (40) - GRE Grécia (5) - HKG Hong Kong (1) - HUN Hungria (20) - IND Índia (4) - IRI Irã (2) - IRL Irlanda (4) - ISL Islândia (5) - ISR Israel (5) - ITA Itália (184) - JPN Japão (112) - LAT Letônia (58) - LIB Líbano (3) - LIE Liechtenstein (6) - LTU Lituânia (7) - LUX Luxemburgo (1) - MAD Madagascar (1) - MDA Moldávia (7) - MON Mônaco (4) - MGL Mongólia (2) - NEP Nepal (1) - NOR Noruega (81) - NZL Nova Zelândia (18) - NED Países Baixos (35) - POL Polônia (48) - POR Portugal (1) - KEN Quênia (1) - KGZ Quirguistão (1) - CZE República Checa (85) - MKD República da Macedônia (3) - ROM Romênia (25) - RUS Rússia (178) - SMR San Marino (1) - SEN Senegal (1) - SCG Sérvia e Montenegro (6) - SWE Suécia (112) - SUI Suíça (143) - THA Tailândia (1) - TPE Taipé Chinês (1) - TJK Tajiquistão (1) - TUR Turquia (6) - UKR Ucrânia (53) - UZB Uzbequistão (4) - VEN Venezuela (1) |

## Modalidades

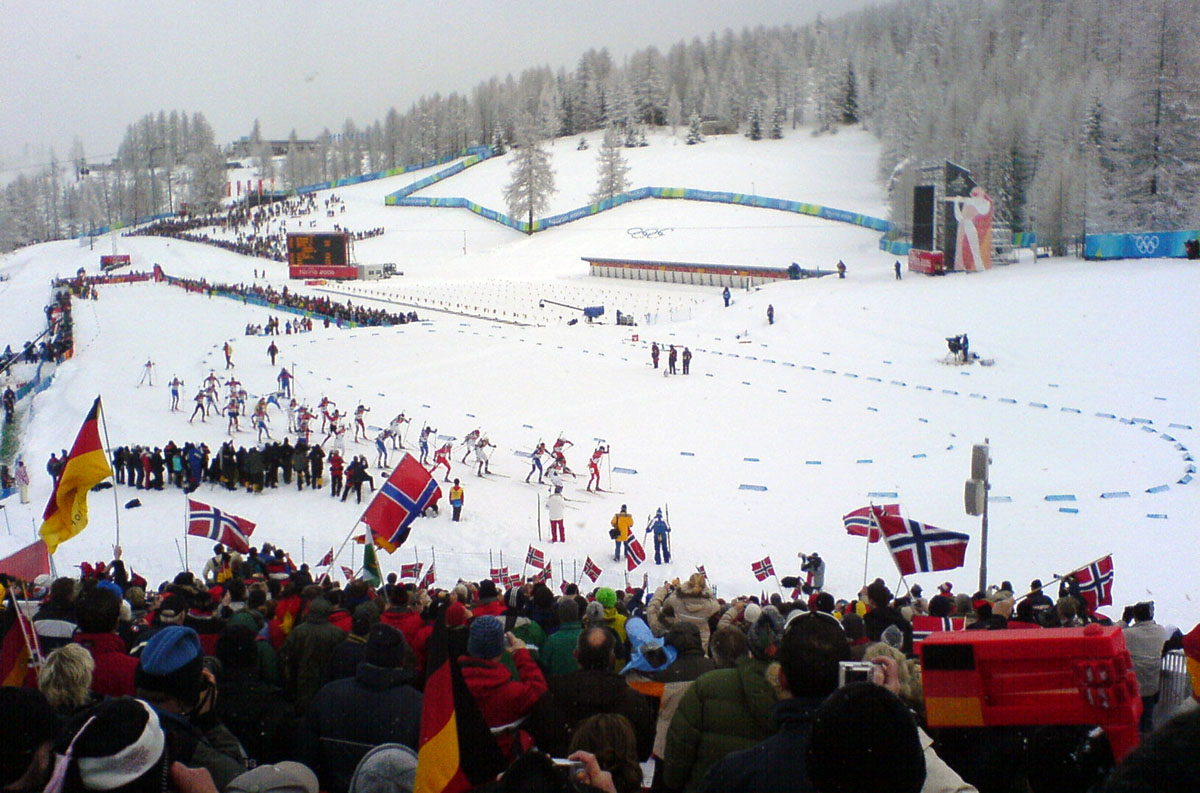
Largada do biatlo

Os Jogos distriburíram medalhas em 84 eventos, em 15 disciplinas agrupados em sete esportes. No total seis eventos estrearam nesta edição: largada coletiva no biatlo, velocidade por equipes no esqui cross-country, perseguição por equipes na patinação de velocidade e o snowboard-cross. No esqui cross-country, o clássico masculino de 50 km e o feminino de 30 km, que foram disputados nos Jogos Olímpicos anteriores, não foram realizadas nestes Jogos Olímpicos, já que estes eventos foram alternados com o evento livre nas mesmas distâncias.
Abaixo a lista de modalidades que foram disputadas nos Jogos. Em parênteses o número de eventos em cada modalidade:
| - Biatlo (10) - Bobsleigh (3) - Combinado nórdico (3) - Curling (2) - Esqui alpino (10) | - Esqui cross-country (12) - Esqui estilo livre (4) - Hóquei no gelo (2) - Luge (3) - Patinação artística (4) | - Patinação de velocidade (12) - Patinação de velocidade em pista curta (8) - Salto de esqui (3) - Skeleton (2) - Snowboard (6) |

## Calendário
As caixas em azul representam uma competição, ou um evento qualificatório de determinada data. As caixas em amarelo representam um dia de competição valendo medalha. Cada ponto dentro das caixas é uma ligação para a página do evento. A coluna T representa o total de finais do esporte
| ● | Cerimônia de abertura | ● | Competições | ● | Finais de competições | ● | Exibição de gala | ● | Cerimônia de encerramento |

## Fatos e destaques

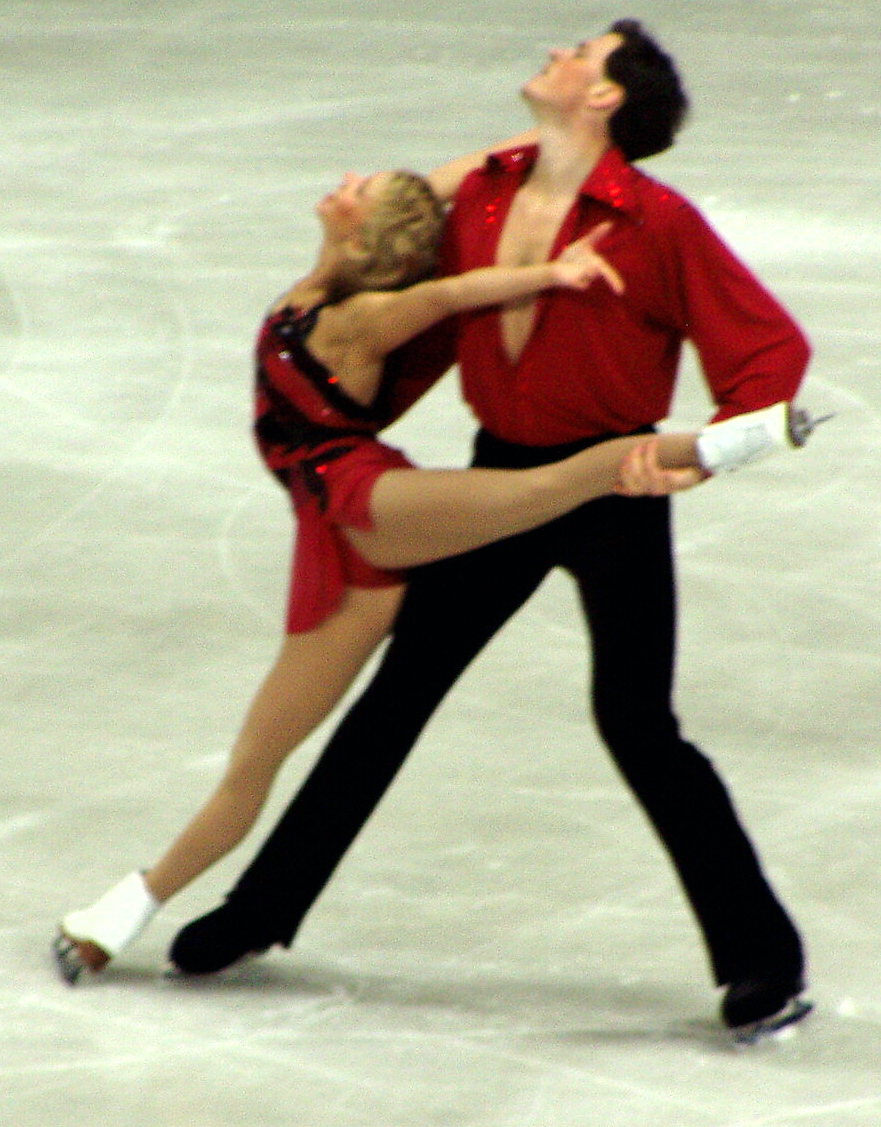
A dupla russa Tatiana Totmianina e Maxim Marinin

- O alemão Michael Greis ganhou três medalhas de ouro. A primeira foi exatamente na primeira final dos Jogos, os vinte quilômetros do biatlo. A segunda foi no revezamento de 7,5 quilômetros já na segunda metade dos Jogos, e o terceiro nos quinze quilômetros, no penúltimo dia de competições.[25]
- Outro alemão, André Lange, ganhou dois ouros, no bobsled de duplas e no de de time, tornando-se o quinto homem a conseguir o feito em uma mesma edição olímpica de inverno.[25]
- A canadense Cindy Klassen, levou uma medalha em cada uma das cinco modalidades da patinação, sendo um ouro nos 1.500 metros[25]
- A Áustria, dominou as competições de esqui alpino. Ganhando quatorze das trinta medalhas disponíveis. Benjamin Raich e Michaela Dorfmeister, que se aposentou após o evento, ganharam dois ouros cada.[25]
- O principal feito da Áustria no esporte foi no Slalom. O trio composto por Benjamin Raich, ouro, Reinfried Herbst, prata, e Reiner Schoenfelder, bronze, foi o terceiro na história dos Jogos a dominar integralmente o pódio. Apenas a Noruega, em 94, e os próprios austríacos, em 56, haviam conseguido o mesmo.[25]
- O americano Apolo Anton Ohno ganhou três medalhas em Turim, tornando-se um dos seis patinadores de velocidade em pista curta a ganhar cinco medalhas na carreira.[26]

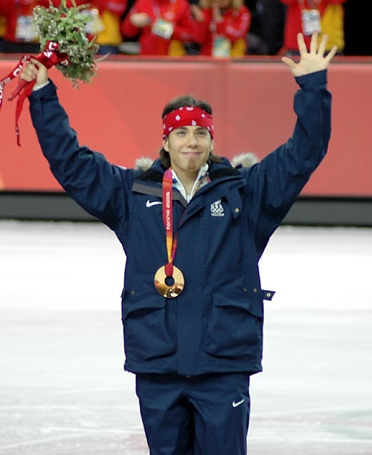
O americano Apolo Anton Ohno

- Os russos dominaram a patinação artística, ganhando três das quatro finais. Tatiana Navka e Roman Kostomarov, Evgeni Plushenko e Tatiana Totmianina venceram suas provas. Irina Slutskaya aumentou a coleção com uma medalha de bronze.[25]
- O Canadá, considerado o "país do curling", conquistou a sua primeira medalha de ouro na história entre os homens, após chegar a duas finais consecutivas em 1998 e em 2002. O país ainda subiu no pódio no feminino onde conquistou a medalha de bronze.[25]
- A final de hóquei masculina colocou lado a lado pela primeira vez dois países nordícos Suécia e Finlândia, ambos considerados favoritos por derrotarem os russos e os tchecos,os dois últimos campeões mundiais nas semifinais. A Suécia acabou ganhando a final. Entre as mulheres, a Suécia surpreendeu o mundo a chegar a final derrotando as então campeãs olímpicas, o time americano, pela primeira vez em uma competição oficial. Contudo, o Canadá confirmou o favoritismo e se tornou bicampeão olímpico vencendo a final. Na decisão do bronze, as finlandesas acabaram perdendo para as americanas.[25]
- No bobsled a Alemanha ganhou as três medalhas de ouro em disputa. Além dos ouros no trenó de dois e quatro masculino, o país ainda ficou com o ouro no feminino de duplas.[25]

## Polêmicas

### Doping
A polícia italiana invadiu os quartos da delegação austríaca, em busca de provas de doping. O ataque foi realizado devido a suspeitas sobre a presença do treinador de biatlo Walter Mayer, que havia sido banido de todos os eventos olímpicos incluindo os Jogos Olímpicos de Vancouver em 2010 devido a condenações anteriores de doping. Na época da invasão, Mayer e dois biatletas austríacos, Wolfgang Perner e Wolfgang Rottmann, conseguiram fugir e retornaram a Áustria. Mais tarde, o presidente da federação austríaca de esqui, disse que os dois atletas lhe disseram que "poderiam ter usado métodos ilegais." Depois de alguns dias os resultados dos testes de todos os 10 atletas austríacos foram testados e apresentaram resultados negativos. Lista de atletas com doping condenações nestes Jogos:
- A russa Olga Medvedtseva foi desclassificada e perdeu a sua medalha de prata nos 15 km do biatlo após testar positivo para carphedon.[28]
- O brasileiro Armando dos Santos, atleta do bobsled, foi expulso dos Jogos depois de um teste antidoping preventivo ter acusado positivo (os resultados foram de um teste realizado no Brasil).[29]

## Medalhas

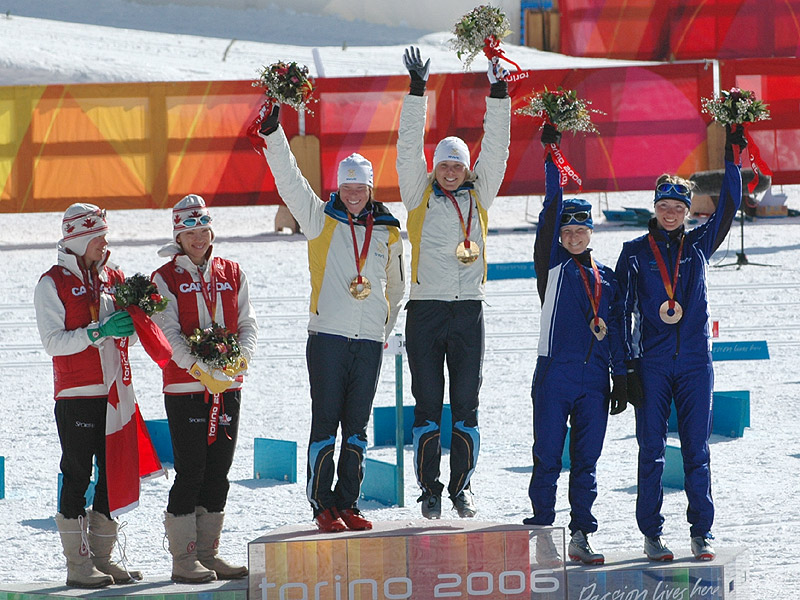
A cerimônia de medalha do time feminino no esqui cross-country por equipes. Da esquerda para a direita: Sara Renner e Beckie Scott (prata); Lina Andersson e Anna Dahlberg (ouro) e Aino-Kaisa Saarinen e Virpi Kuitunen (bronze)

Para ver o quadro completo, veja Quadro de medalhas dos Jogos Olímpicos de Inverno de 2006.
Em destaque, o país anfitrião dos Jogos.
| Ordem                                                                                      | País               | Medalha de ouro | Medalha de prata | Medalha de bronze |    |
| ------------------------------------------------------------------------------------------ | ------------------ | --------------- | ---------------- | ----------------- | -- |
| 1                                                                                          | GER Alemanha       | 11              | 12               | 6                 | 29 |
| 2                                                                                          | USA Estados Unidos | 9               | 9                | 7                 | 25 |
| 3                                                                                          | AUT Áustria        | 9               | 7                | 7                 | 23 |
| 4                                                                                          | RUS Rússia         | 8               | 6                | 8                 | 22 |
| 5                                                                                          | CAN Canadá         | 7               | 10               | 7                 | 24 |
| 6                                                                                          | SWE Suécia         | 7               | 2                | 5                 | 14 |
| 7                                                                                          | KOR Coreia do Sul  | 6               | 3                | 2                 | 11 |
| 8                                                                                          | SUI Suíça          | 5               | 4                | 5                 | 14 |
| 9                                                                                          | ITA Itália         | 5               |                  | 6                 | 11 |
| 10                                                                                         | FRA França         | 3               | 2                | 4                 | 9  |
| 10                                                                                         | NED Países Baixos  | 3               | 2                | 4                 | 9  |
| Brasil e Portugal, os países lusófonos participantes dos Jogos, não conquistaram medalhas. |                    |                 |                  |                   |    |